# 岡本理帆
岡本 理帆（おかもと りほ、1994年4月13日 - ）は、静岡県静岡市清水区出身の、日本人の女子柔道選手である。階級は48kg級と52kg級。身長158cm。握力は右30kg、左30kg。バスト88cm。リーチ164cm。血液型はO型。組み手は左組み。段位は初段。得意技は体落。

## 経歴
柔道は5歳の時に始めた。8歳の時には父親が娘のために開設した錬心館岡川道場で柔道に取り組むことになった。父親は家庭においても娘と一緒に試合のビデオを見ていると、いきなり立ち上がって指導を始めることが日常茶飯事であったという。小学校6年の時には全国小学生学年別柔道大会45kg級に出場するが、予選リーグで神奈川県代表の山本杏に一本負けするなどして決勝トーナメントには進めなかった。藤枝順心中学2年の時には、全国中学校柔道大会44kg級準決勝で市場中学の森下麻衣に判定で敗れて3位だった。3年の時は決勝まで進むが、前年に続いて世界カデチャンピオンの森下に判定で敗れて2位にとどまった。中学卒業直後に出場したテューリンゲン国際カデ大会では優勝を飾った。
藤枝順心高校に進学すると、2年生になって全国レベルで活躍し始めて、2011年8月のインターハイ48kg級では準々決勝で宮崎商高1年の山田樹に判定で敗れるが5位となった。9月の全日本ジュニアでは準決勝で筑波大学1年の遠藤宏美に指導2で敗れて3位だった。11月の講道館杯では準々決勝でまたも遠藤に指導2で敗れるが、3位決定戦では近畿大学3年の十田美里を技ありで破って3位となった。12月のワールドカップ・チェジュではシニアの国際大会に初出場ながら優勝を飾った。
2012年になると3月の全国高校選手権52kg級(この大会には48kg級は設けられていないので52kg級に出場した)では、決勝で昨年のインターハイで敗れた山田を判定で破って優勝した。5月の選抜体重別48kg級では、初戦でこの階級のオリンピック最有力候補であり、世界選手権を2連覇しているコマツの浅見八瑠奈を積極的に攻め立てて2-1の判定で破る金星を挙げた。この結果により浅見のロンドンオリンピック出場への道が断たれることになった。
さらに、準決勝でも今まで2連敗していた世界ジュニアチャンピオンの遠藤を判定で破って決勝に進出すると、決勝では了徳寺学園職員の福見友子に0-3の判定で敗れたものの2位となり、一躍注目を集めることとなった。浅見に関して柔道部監督の沼野由香利は、｢左釣り手で奥襟や背中を掴んで攻め続ければ、浅見はそのような組み手が得意でないので勝てる｣と岡本にアドバイスしていたことが現実のものとなった。この一戦を契機に奥襟を積極的に取りに行く柔道に変わっていったという(但し、パワーのある外国選手に対しては前襟から取りに行くので、相手によって使い分けている)。8月のインターハイ決勝では大成高校2年の近藤亜美を内股の技ありで破って優勝を飾ると、9月の全日本ジュニアとアジアジュニアでも優勝を成し遂げた。11月の講道館杯では準決勝で十田美里に技ありで敗れたものの、昨年に続いて3位となった。12月にはグランドスラム・東京に出場するが、初戦で三井住友の山岸絵美に技ありで敗れた。
2013年2月のヨーロッパオープン・ソフィア決勝では、山梨学院大学1年の山崎珠美から技ありと有効2つのポイントを積み重ねると、最後は大内刈で一本勝ちして優勝を飾った。追加招集となったグランプリ・デュッセルドルフでは、準決勝でロンドンオリンピック銅メダリストであるハンガリーのチェルノビツキ・エーヴァに指導3でリードされながら、終盤に内股の有効で逆転勝ちすると、決勝では韓国の鄭普涇から先に指導3を取るが、その後小内巻込で有効をリードされたものの、終了12秒前に相手の掛け逃げで反則勝ちとなり、優勝を果たした。
3月には新たに南條充寿が監督となった全日本代表チームにおける初めての強化合宿に参加したが、その際に「いい形で練習・合宿できたりするのを考えてくれていると思うので、私たちは先生を信じてこれからやっていきたい」と述べた。
2013年4月には国士舘大学へ進学した。5月の体重別では初戦で常翔学園教員の伊部尚子に指導3で敗れた。続いて世界ランキング上位選手で競われるワールドマスターズに出場すると、準決勝でロンドンオリンピック金メダリストであるブラジルのサラ・メネゼスに小外掛で敗れたが、3位決定戦ではロンドンオリンピック銅メダリストであるベルギーのシャルリーヌ・ファンスニックから内股で2度有効を取って優勢勝ちした。7月にはロシアのカザニで開催されたユニバーシアード代表に選ばれたものの、ケガの影響もあって計量を受ける前に棄権した。これにより、全柔連が5月に定めた国際大会における計量失格による罰則の適用を受けることになり、強化指定選手から除外されることになった。
2年の時には階級を52kg級に上げて全日本ジュニアに出場するが、7位にとどまった。
3年になると再び階級を48kg級に戻して東京都女子選手権大会で優勝した。体重別団体では準決勝で山梨学院大学と対戦して山崎と引き分けるが、チームは敗れて3位だった。
4年の時には学生体重別の準決勝で帝京大学3年の渡名喜風南を払腰の技ありで破ると、決勝でも同じく帝京大学3年の小山亜利沙に大腰で一本勝ちして復活の優勝を飾った。優勝後のインタビューでは次のように語った。「柔道が嫌になった時期もあり、ずっとつらかった。周囲には感謝の気持ちでいっぱい」「今は柔道が楽しい。講道館杯で結果を出して、また強化指定を目指したい」。11月の講道館杯では準々決勝でA-LINEの森崎由理江に一本背負投で敗れるなどして7位に終わった。
2017年からはひらまつ病院の所属となった。4月の体重別では準決勝で渡名喜に反則負けを喫して3位だった。
2018年7月には5年ぶりの国際大会となったアジアオープン・台北に出場するも3位だった。
2019年8月のアジアオープン・台北では52kg級に出場すると、オール一本勝ちして2013年2月にグランプリ・デュッセルドルフで優勝して以来6年半ぶりとなる国際大会優勝を果たした。9月の実業個人選手権48㎏級では初戦でJR東日本の高崎千賀に反則負けを喫した。10月には自身のツイッター上において、現役引退を表明した。

## 人物
- 魚屋である実家には普段からお茶、水、牛乳以外の飲み物は置いておらず、炭酸は飲めないことになっているが、全国高校選手権で優勝した時は監督の沼野から褒美にファンタグレープを買ってもらい、「炭酸が飲めるなんて幸せ」とイッキ飲みをしたという[2][26]。
- 変顔が得意だという[27]。

## 戦績
44kg級での戦績
- 2008年 -　全国中学校柔道大会　3位
- 2009年 -　全国中学校柔道大会　2位
- 2010年 -　テューリンゲン国際　優勝

48kg級での戦績
- 2011年 -　インターハイ　5位
- 2011年 -　全日本ジュニア　3位
- 2011年 -　講道館杯　3位
- 2011年 -　ワールドカップ・チェジュ　優勝
- 2012年 -　全国高校選手権　優勝(52kg級)
- 2012年 -　選抜体重別　2位
- 2012年 -　インターハイ　優勝
- 2012年 -　全日本ジュニア　優勝
- 2012年 -　アジアジュニア　優勝
- 2012年 -　講道館杯　3位
- 2012年 -　エクサンプロヴァンスジュニア国際　優勝
- 2013年 -　ヨーロッパオープン・ソフィア　優勝
- 2013年 -　グランプリ・デュッセルドルフ　優勝
- 2013年 - ワールドマスターズ 3位
- 2014年 -　学生体重別　5位(52kg級)
- 2014年 -　体重別団体　5位
- 2015年 -　体重別団体　3位
- 2016年 -　学生体重別　優勝
- 2016年 -　講道館杯　7位
- 2017年 -　体重別　3位
- 2017年 - 実業個人選手権　5位
- 2018年 -　アジアオープン・台北　3位
- 2019年 - アジアオープン・台北　優勝(52kg級)

(出典、JudoInside.com)